# Rolando Tucker
Rolando Samuel Tucker León, född den 31 december 1971 i Havanna, Kuba, är en kubansk fäktare som tog OS-brons i herrarnas lagtävling i florett i samband med de olympiska fäktningstävlingarna 1996 i Atlanta.